# Masacre de Warrowen
La Masacre de Warrowen fue una matanza de indígenas Bunurong por un grupo de otros aborígenes Kurnai cerca de Brighton, Victoria, Australia, en los primeros años de la década de 1830. Según William Thomas y George Augustus Robinson, al menos 60 personas murieron, lo que resultó en la desaparición del clan Yowengerre de los Bunurong. Este evento se atribuye a conflictos continuos entre los grupos indígenas locales.

## Trasfondo
Los colonos europeos oyeron sobre conflictos entre grupos indígenas en la región de Western Port y Gippsland. Los Yowengerre y los Borro Borro Willun tenían conexiones matrimoniales, pero también una rivalidad intensa.
La tensión entre los Yowengerre y los Kurnai se exacerbaba por la competencia por recursos y territorios. A medida que los colonos europeos se expandían, las disputas entre estos grupos indígenas se intensificaron, con los Bunurong siendo más vulnerables debido a su ubicación cerca de los asentamientos coloniales.

## Eventos
Thomas escribió en 1840 que 77 personas fueron asesinadas cerca de Little Brighton. Robinson también documentó la masacre en sus diarios, señalando que 70 Bunurong murieron.}}
Los relatos de Thomas y Robinson destacan la brutalidad del ataque. Los Kurnai, utilizando tácticas de emboscada, atacaron a los Bunurong en su campamento. La masacre fue un acto de represalia en respuesta a conflictos previos, y su escala devastadora casi aniquiló al clan Yowengerre.

## Ubicación
Thomas y Robinson ubicaron la masacre en "Little Brighton" o Warrowen, que significa "lugar de tristeza" en la lengua local. Los primeros colonos encontraron restos humanos en las áreas que hoy son Landcox Park y Hurlingham Park.
La ubicación exacta de la masacre ha sido un tema de estudio y debate entre historiadores y arqueólogos. Los hallazgos de restos humanos y artefactos en estos parques han corroborado las narrativas históricas, proporcionando evidencia tangible de la tragedia que tuvo lugar en Warrowen.

## Consecuencias
Otros asesinatos masivos de Bunurong por Kurnai se registraron en Buckkermitterwarrer y Kunnung. Para 1844, el clan Yowengerre estaba casi extinto, y los Borro Borro se habían trasladado a su territorio.
La masacre de Warrowen tuvo un impacto profundo en la estructura social y territorial de los Bunurong. La casi extinción del clan Yowengerre y el desplazamiento de los Borro Borro alteraron las dinámicas de poder y las alianzas en la región. Además, la violencia intertribal exacerbada por la presión colonial contribuyó a la desintegración cultural y social de los Bunurong.